# Jacqueline Clarac
Marie Henriette Jacqueline Clarac de Briceño (Guadalupe, Antillas francesas, 24 de julio de 1932-París, 17 de octubre de 2023) fue una investigadora y antropóloga venezolana de origen francés. Reconocida por su labor de defensa de las comunidades indígenas venezolanas y por promover la institucionalización de la antropología en el occidente de Venezuela. Sus trabajos de investigación se enfocaron en el estudio del campesinado, de las comunidades indígenas y de la epistemología del conocimiento antropológico.

## Biografía
Nació en  Le Moule en Guadalupe, Antillas Francesas el 24 de julio de 1932, hija de Paule Erneste Marie Clarac Prat de Bastide y Marie Gabrielle Simone Yolande Noirtin Schemidt. En 1967 obtuvo el título de Licenciada en Antropología por la Universidad Central de Venezuela y posteriormente obtuvo el título de doctora en Antropología en la Escuela de Estudios Superiores en Ciencias Sociales de París en 1979 sus tutores fueron Maurice Godelier y Nathan Wachtel.
Fue la fundadora de la Red de Antropologías del Sur en la Universidad de Los Andes. Contribuyó en la institucionalización de la antropología en el occidente de Venezuela  a través de la fundación del Departamento de Antropología y Sociología de la Escuela de Historia perteneciente a la Facultad de Humanidades y Educación de la Universidad de Los Andes en 1973. Ese mismo año fundó la Cátedra de Etnología Aplicada a la Psiquiatría en esta misma universidad. Posteriormente fue la fundadora del Museo Arqueológico Gonzalo Rincón Gutiérrez de la Universidad de Los Andes.
Realizó labores como asesora de la comisión Indígena de la Asamblea Nacional de la República Bolivariana de Venezuela, de la Subcomisión de Cultura de la Asamblea Nacional y del Programa de Demarcación Territorial para Grupos Indígenas del Estado Mérida.
Falleció en la ciudad de París el 17 de octubre de 2023.

## Obras
En su amplia obra ha publicado más de catorce libros de antropología y más de setenta contribuciones en revistas científicas especializadas.  
Entre sus obras más destacas se encuentran: 
- La cultura campesina en los Andes Venezolanos.[9]
- El lenguaje al revés.[10]
- Dioses en exilio
- La enfermedad como lenguaje en Venezuela
- La persistencia de los dioses
- El águila y la culebra
- La obra colectiva Dioses, musas y mujeres[11] en la que participó fue galardonada con el Premio Internacional Unesco al mejor libro en español.

Además de sus trabajos como antropóloga, publicó cuatro obras de literatura infantil orientadas hacia la promoción de la diversidad cultural.

## Premios y reconocimientos
- 1988 - Premio Libro de Oro, otorgado por la Universidad de Los Andes
- 1993 - Premio Internacional Unesco al mejor libro en español. El libro galardonado fue Dioses, musas y mujeres. Por tratarse de un libro colectivo, compartió este premio con otros autores.